# Torsten Weil

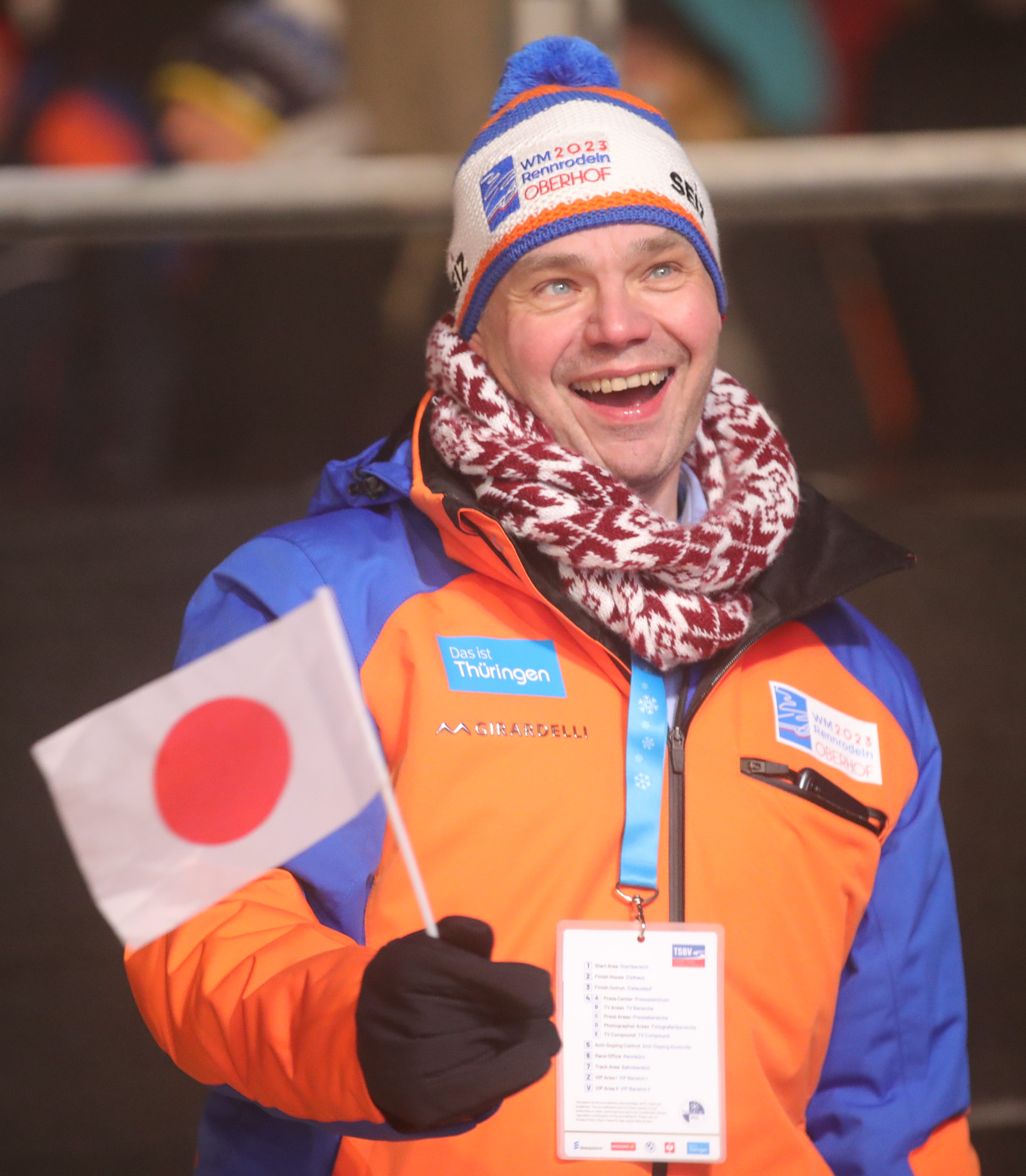
Torsten Weil (2023)

Torsten Weil (* 1. Juli 1970 in Cottbus) ist ein deutscher Politiker (Die Linke) und Sportfunktionär. Er war von 2020 bis 2024 Staatssekretär im Thüringer Ministerium für Infrastruktur und Landwirtschaft.

## Beruflicher Werdegang
Torsten Weil studierte zwischen 1991 und 1993 Rechtswissenschaft an der Universität Potsdam. Von 1992 bis 1997 fungierte er als persönlicher Referent des Brandenburger Landtagsabgeordneten Helmuth Markov. Ab 1999 studierte er an der Verwaltungsfachhochschule des Landes Schleswig-Holstein und schloss 2002 als Diplom-Verwaltungsfachwirt ab.
Nach Stationen im Schleswig-Holsteinischen Landesamt für Straßenbau und Verkehr (2002 bis 2004) und in der Bundesanstalt für Finanzdienstleistungsaufsicht in Bonn (2004 bis 2012) war er von 2012 bis 2015 Geschäftsführer der Fraktion Die Linke in der Hamburgischen Bürgerschaft.
Im Zeitraum 2015 bis 2016 arbeitete Weil als persönlicher Referent von Wulf Gallert, Vorsitzender der Fraktion Die Linke im Landtag von Sachsen-Anhalt. Von Juni 2016 bis Februar 2020 nahm er die Stelle des Büroleiters des Thüringer Ministerpräsidenten Bodo Ramelow wahr.
Nach der Wiederwahl Ramelows wurde Weil am 4. März 2020 zum Staatssekretär und Amtschef im Thüringer Ministerium für Infrastruktur und Landwirtschaft ernannt. Mit dem Amtsantritt des Kabinetts Voigt am 13. Dezember 2024 wurde er gem. §27 Abs. 1 Nr. 1 Thüringer Beamtengesetz in den einstweiligen Ruhestand versetzt.
Seit 1. April 2025 ist Weil Generalsekretär des Deutschen Kanu-Verbandes mit Sitz in Duisburg.

## Politischer Werdegang
Im März 1990 wurde er Mitglied der PDS. Zwischen 1990 und 1999 war Torsten Weil Mitglied des Landesvorstandes der PDS in Brandenburg und von 1991 bis 1997 einer der stellvertretenden Landesvorsitzenden. In den folgenden Jahren engagierte er sich in verschiedenen Kreisvorständen der PDS (ab 2007: Die Linke) seiner jeweiligen Wohnorte, ehe er 2012 für vier Jahre in den Parteivorstand gewählt wurde.
Zuletzt war er von März 2023 bis Januar 2025 Vorsitzender des Kreisverbandes im Wartburgkreis.
Torsten Weil ist Mitglied der Gewerkschaft Ver.Di und der Schutzgemeinschaft Deutscher Wald.
Zudem war er von 2019 bis 2023 1. Vorsitzender des Regionalverbandes Nordrhein-Westfalen, Hessen, Rheinland-Pfalz/ Saarland, Baden-Württemberg, Süddeutschland der Internationalen Jugendgemeinschaftsdienste (ijgd).
Seit Ende 2021 ist er Vizepräsident des Thüringer Schlitten- und Bobsportverbandes. Er ist Mitglied des BRC Thüringen.
Im März 2022 wurde Torsten Weil in den Aufsichtsrat der ND-Genossenschaft gewählt.